# Giuseppe Piola
Giuseppe Piola (Milano, 20 dicembre 1826 – Milano, 27 febbraio 1904) è stato un politico e scrittore italiano.
In politica fu "neoguelfo", ossia appartenne al gruppo dei cattolici moderati.
Era laureato in lettere e filosofia.
Scrisse anche opere di tema giuridico.

## Opere

Delle persone incapaci, 1910

- Sulla questione del riordinamento della proprieta ecclesiastica, 1899.
- Delle persone incapaci, vol. 1, Napoli; Torino, 1910.
- Delle persone incapaci, vol. 2, Napoli; Torino, Margheri; UTET, 1913.